# 제18회 대구단편영화제
제18회 대구단편영화제는 2017년 8월 9일에 열린 시상식이다.

## 수상 및 후보

### 대상
- 명태 - 이홍매 수상

### 우수상
- 가까이 - 배경헌 수상

### 애플시네마 대상
- 나만 없는 집 - 김현정 수상

### 애플시네마 우수상
- 혜영 - 김용삼 수상

### 애플시네마 베스트피칭상
- 남겨지는 것에 대한 두려움 - 이동석 수상

### 작가도발상
- 빅 피쉬 - 박재범 외 1명 수상

### 국내경쟁
- 방구의 무게 - 박단비
- 강박 - 김유리
- 미씽 - 김민경
- 사랑하는 사람의 아이를 낳는다 - 정지윤
- 당신도 주성치를 좋아하시나요? - 강동완
- 장례난민 - 한가람
- The Pain of Creation - 김미숙 외 1명
- 낙진 - 권혁준
- 맥북이면 다 되지요 - 장병기
- 백천 - 신동영
- 미열 - 박선주
- 시시콜콜한 이야기 - 조용익
- 종달리 - 한동혁
- 겨울잠 - 오세호
- 혜영 - 김용삼
- 보이지 않는 잠자는 여인, 뒤집힌 배 그리고 나비 - 노영미
- 시험 후 - 김나영
- 혼다,비트 - 양주희
- 나만 없는 집 - 김현정
- 나와 당신 - 박규리
- 찌르다 - 공병선
- 콘크리트의 불안 - 장윤미
- 빅 피쉬 - 박재범 외 1명
- 가까이 - 배경헌
- 악당출현 - 유수민
- 아무도 알아주지 않는 - 황영
- 공원 생활 - 문소현
- 명태 - 이홍매

### 배우목격담
- 말로는 힘들어 - 이광국
- 새들이 돌아오는 시간 - 정승오
- 수요기도회 - 김인선
- 오리엔테이션 - 송윤희
- 잭보이 - 강원
- 은하비디오 - 김현정
- 배팅케이지 - 김성환
- 바캉스 - 이현주
- 높이뛰기 - 김진유
- 사우나 - 양익제
- 바람이 분다 - 홍유정

### R-콘택트
- 주성치와 함께라면 - 금태경
- 자전거 - 박성진
- 눈물이라떼 - 서장석
- 새들이 돌아오는 시간 - 정승오